# Polyclysta scythropa
Polyclysta scythropa là một loài bướm đêm trong họ Geometridae.